# Leptogenys chelifera
Leptogenys chelifera är en myrart som först beskrevs av Santschi 1928.  Leptogenys chelifera ingår i släktet Leptogenys och familjen myror. Inga underarter finns listade i Catalogue of Life.